# Centre de recherche pour la sauvegarde et la promotion de la culture sénoufo
Le Centre de recherche pour la sauvegarde et la promotion de la culture sénoufo (ou CRSPCS) est une institution culturelle qui a pour but de sauvegarder les valeurs culturelles des Sénoufos.

## Présentation
Fondé en avril 2004, le CRSPCS a son siège à Sikasso au Mali et est dirigé par le Père Emilio Escudero Yangüela. L'institution dispose également d'une antenne à Bobo Dioulasso (Burkina Faso).
Après avoir collectées des informations sur le terrain, le Centre publie des documents linguistiques et ethno-anthropologiques et expose ses découvertes dans un musée afin de présenter et partager avec le plus grand nombre la culture sénoufo.